# William Daniel Phillips
William Daniel Phillips (Wilkes-Barre, 5 de novembro de 1948) é um físico estadunidense.Foi laureado com o Nobel de Física de 1997, pelo desenvolvimento de método para esfriar e fixar átomos com laser de luz (arrefecimento a laser).
A tese de doutorado de Phillips dizia respeito ao momento magnético do próton em H2O. Posteriormente, ele fez alguns trabalhos com condensados de Bose-Einstein. Em 1997, ele ganhou o Prêmio Nobel de Física junto com Claude Cohen-Tannoudji e Steven Chu por suas contribuições para o resfriamento a laser, uma técnica para retardar o movimento de átomos gasosos para melhor estudá-los, no Instituto Nacional de Padrões e Tecnologia, e especialmente por sua invenção desacelerador Zeeman.

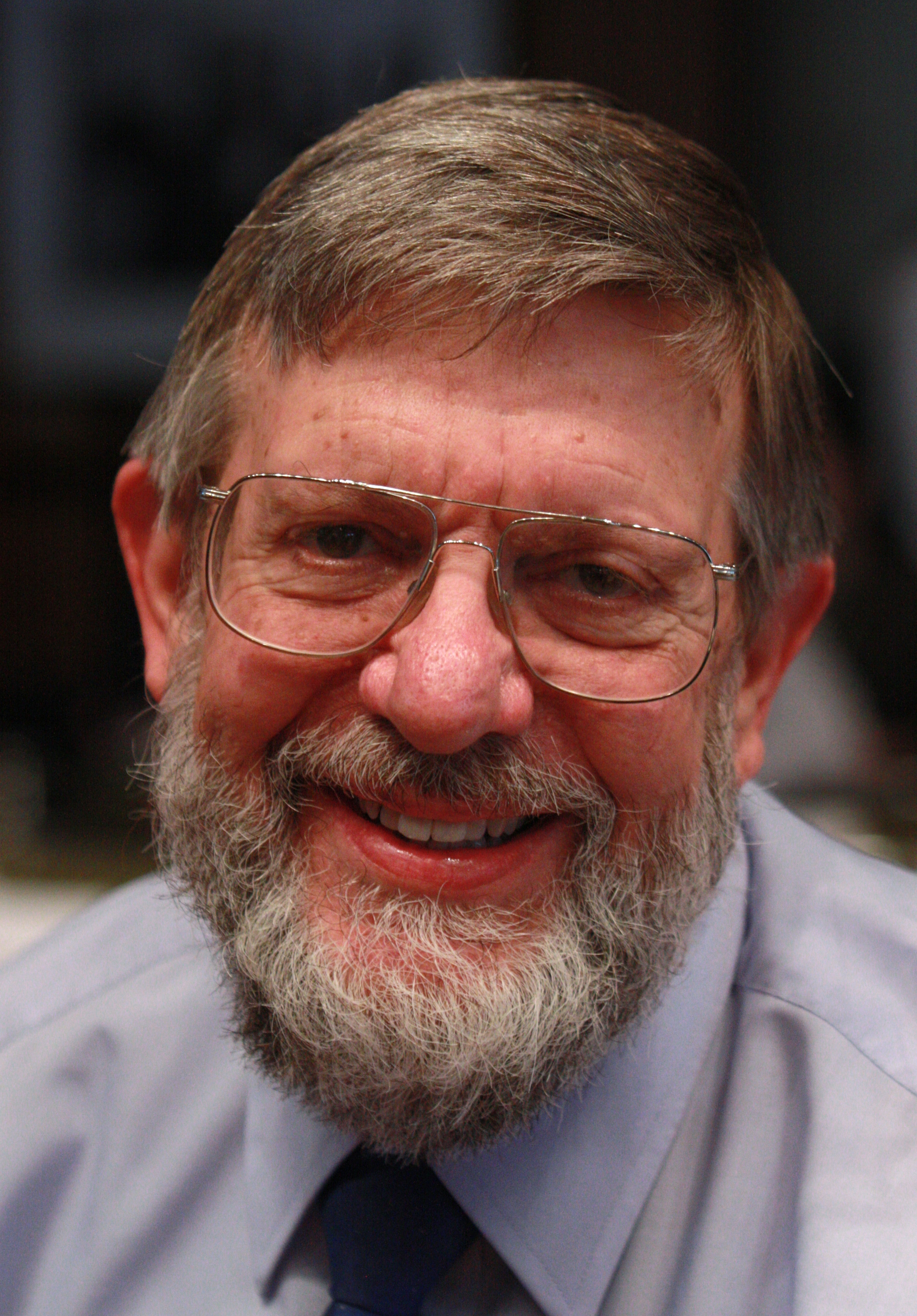
William Daniel Phillips em 2012